# Conférence épiscopale croate
La Conférence épiscopale croate (en croate : Hrvatska biskupska konferencija, abrégé HBK) est une conférence épiscopale de l’Église catholique qui réunit les ordinaires de Croatie.
La conférence est représentée à la Commission des épiscopats de l’Union européenne (COMECE). Son président participe également au Conseil des conférences épiscopales d’Europe (CCEE), avec une petite quarantaine d’autres membres.

## Membres
La conférence est constituée des évêques (dont les archevêques et les évêques auxiliaires) des dix-huit diocèses (dont cinq archidiocèses) du pays, ainsi que de son ordinariat militaire, soit une grosse vingtaine de membres :
- Josip Bozanić, cardinal et archevêque de Zagreb[5] ;
- Želimir Puljić (hr), archevêque de Zadar (hr)[6] ;
- Đuro Hranić (hr), archevêque de Đakovo-Osijek[7] ;
- Ivan Devčić (hr), archevêque de Rijeka (hr)[8] ;
- Dražen Kutleša (hr), archevêque de Split-Makarska et administrateur apostolique de Poreč-Pula (hr)[9] ;
- Milan Zgrablić (en), archevêque auxiliaire de l’archidiocèse de Zadar (hr)[10] ;
- Mate Uzinić (en), archevêque auxiliaire de l’archidiocèse de Rijeka (hr)[11] ;
- Antun Škvorčević (hr), évêque de Požega (hr)[12] ;
- Vjekoslav Huzjak (hr), évêque de Bjelovar-Križevci (hr)[13] ;
- Vlado Košić (hr), évêque de Sisak (hr)[14] ;
- Jure Bogdan (hr), ordinaire militaire de Croatie (hr)[15] ;
- Ivica Petanjak (hr), évêque de Krk (hr)[16] ;
- Tomislav Rogić (hr), évêque de Šibenik (hr)[17] ;
- Zdenko Križić (hr), évêque de Gospić-Senj (hr)[18] ;
- Milan Stipić, éparque de Križevci (hr), de l’Église grecque-catholique croate[19] ;
- Bože Radoš (hr), évêque de Varaždin (hr)[20] ;
- Ranko Vidović (hr), évêque de Hvar-Brač-Vis (hr)[21] ;
- Roko Glasnović (hr), évêque de Dubrovnik[22] ;
- Mijo Gorski (hr), évêque auxiliaire de l’archidiocèse de Zagreb[23] ;
- Ivan Šaško (hr), évêque auxiliaire de l’archidiocèse de Zagreb[24] ;
- Ivan Ćurić (hr), évêque auxiliaire de l’archidiocèse de Đakovo-Osijek[25].

Peuvent être également conviés les évêques émérites, même s’ils n’ont alors qu’une voix consultative :
- Marin Srakić (hr), archevêque émérite de Đakovo-Osijek[28] ;
- Marin Barišić (hr), archevêque émérite de Split-Makarska[29] ;
- Ivan Milovan (hr), évêque émérite de Poreč-Pula (hr)[30] ;
- Slobodan Štambuk (hr), évêque émérite de Hvar-Brač-Vis (hr)[31] ;
- Valter Župan (hr), évêque émérite de Krk (hr)[32] ;
- Valentin Pozaić (hr), évêque auxiliaire émérite de l’archidiocèse de Zagreb[33] ;
- Ante Ivas (hr), évêque émérite de Šibenik (hr)[34] ;
- Josip Mrzljak (hr), évêque émérite de Varaždin (hr)[35] ;
- Juraj Jezerinac (hr), ordinaire militaire émérite de Croatie (hr)[36] ;
- Nikola Kekić (hr), éparque émérite de Križevci (hr), de l’Église grecque-catholique croate[37].

## Historique
La Croatie a déclaré en 1991 son indépendance de la Yougoslavie — qui possédait déjà une Conférence épiscopale de Yougoslavie (en). Le Vatican reconnaît officiellement le nouvel État le 13 janvier 1992, et approuve la nouvelle conférence épiscopale de Croatie le 15 mai 1993. Les statuts de la conférence sont ensuite actualisés le 5 février 2000.

## Sanctuaires
La conférence épiscopale a désigné trois sanctuaires nationaux :
- le sanctuaire Saint-Joseph de Karlovac[40], le 15 avril 1987[41] ;
- la basilique Notre-Dame-de-Bistrica de Marija Bistrica[42], en novembre 1971[43] ;
- le sanctuaire Saint-Nicolas-Tavelić de Šibenik[44], dédié à saint Nicolas Tavelić, au début des années 2020[45].